# Pernille Kaae Høier
Pernille Kaae Høier (født 9. maj 1991 i Hørsholm) er en dansk skuespiller. Hun fik sin debut som 7-årig i filmen Når mor kommer hjem (1998) og spillede efterfølgende Yrsa i børne-tv-serien og filmen om Åh Yrsa og Valdemar. Hun er derudover kendt for sin rolle som Josefine fra TV 2s julekalender Jesus & Josefine (2003) og spillefilmsopfølgeren Oskar & Josefine (2005).

## Filmografi

### Film
| År   | Titel               | Rolle            |
| ---- | ------------------- | ---------------- |
| 1998 | Når mor kommer hjem | Julie            |
| 1999 | Åh Yrsa og Valdemar | Yrsa             |
| 2004 | Skyggen i Sara      | Sara             |
| 2005 | Oskar & Josefine    | Josefine         |
| 2008 | Panser              | Pige             |
| 2014 | En chance til       | Mor på legeplads |
| 2016 | Løbetid             | Josephine        |

### Tv-serier
| År   | Titel            | Rolle           | Episoder                  |
| ---- | ---------------- | --------------- | ------------------------- |
| 2003 | Jesus & Josefine | Josefine        | Julekalender              |
| 2009 | Store Drømme     | Heidi           | Episode 7: Nye veje at gå |
| 2011 | Alla Salute!     | Ulla            | 1 episode                 |
| 2012 | Outsider         | Karoline        | 3 episoder                |
| 2015 | Anton90          | Trine           | 1 episode                 |
| 2017 | Porno Leif       | Louise          | 7 episoder                |
| 2018 | 29               |                 | 2 episoder                |
| 2020 | Pøllehullet      | Flere           | 3 episoder                |
| 2020 | Friheden         | Salgsekspedient | 2 episoder                |
| 2022 | Try Hard         | Amanda          | 1 episode                 |

## Eksterne links
- Pernille Kaae Høier på Internet Movie Database (engelsk)
- Pernille Kaae Høier på Filmdatabasen
- Pernille Kaae Høier på danskefilm.dk
- Pernille Kaae Høier på danskfilmogtv.dk
- Pernille Kaae Høier på AlloCiné (fransk)
- Pernille Kaae Høier på The Movie Database (engelsk)